# Pavlovits Miklós
Pavlovits Miklós (Budapest, 1941. szeptember 26. –) magyar újságíró, dramaturg, televíziós szakember, író, költő.

## Életpályája
Az ELTE-n szerzett magyar-történelem szakos, majd népművelő diplomát, majd a Színház- és Filmművészeti Főiskola dramaturg szakán végzett. Kezdetben a Petőfi Népénél kezdett kulturális újságíróként dolgozni, de az írott sajtó mellett az elektronikus média is érdeklődése középpontjában volt. 1971-ben stúdióvezető-rendezőként dolgozott a Bács-Kiskun Megyei Filmstúdióban. Közben 1976 és 1979 között a kecskeméti Katona József Színház dramaturgja volt, itt mutatták be Aigisztosz címû drámáját. 1979-től a Magyar Televízió Szegedi Körzeti Stúdiójának vezető szerkesztője lett. Itt jelentős szerepet játszott a többnyelvű műsorok létrehozásában és a helyi televíziózás elindításában. 1985-ben a Szegedi Városi Televízió alapítója és vezetője, utat törve ezzel a városi televíziózásnak. 1991-ben megalapította Szegeden az ország első helyi magántelevízióját, a Telin TV-t, melynek tulajdonos-főszerkesztőjeként tevékenykedett 15 évig. Alapítója a Helyi Televíziók Egyesületének.
A civil szervezetekkel való, hatékony együttműködés érdekében alapította meg 2015-ben a Szó-Tér Közhasznú Egyesületet, melynek elnöke volt. Az egyesület célja a nyilvános társadalmi párbeszéd- és kommunikáció sokféleségének, a társadalmi nyilvánosság lehetőségeinek megteremtése volt a dél-alföldi régióban. 
Pavlovits számos társadalmi és kulturális témájú műsor készítésében vett részt, és úttörő volt a dokumentumfilmek terén. Dokumentumfilmjei közül a Csettegők és csotrogányok című filmje elnyerte kategóriájában az első díjat a Miskolci Filmfesztiválon (1984). Kiemelkedő műve a Szegedi beszélgetések című sorozat, amely a 80-as évek társadalmi problémáit elemezte, és nívódíjjal jutalmazták. Babszemjankó c. mesejátékát 2014-ben mutatta be újra a József Attila Színház.
1991–92-ben Pavlovits készítette a Szabad György történész-politikussal készült életútinterjúkat, amelyek 2017-ben jelentek meg Aradtól az Országgyűlésig címmel a Magvető Könyvkiadó Tények és tanúk sorozatában. Ez az interjúkötet Szabad György életének és politikai pályafutásának fontos dokumentuma. Kijössz egy házból címmel jelent meg verseskötete a Gondolat Kiadónál 2005-ben. 2025-ben jelent meg az Atlantic Press kiadónál Az albán híd c. regénye.
Munkássága nagy hatással volt a magyar helyi televíziózásra, és hozzájárult a magyar médiakultúra fejlődéséhez. Pavlovits számos nívódíjat nyert el újságírói és televíziós munkájáért. 

## Filmes munkái
- Csettegők és csotrogányok
- Géntudományok és mindennapi kenyerünk
- Táji utazások Darvasi Lászlóval, Nánay Szilamérrel és Pavlovits Dáviddal
- Madarasi halmok szarmatái
- Kligl Sándor és a köztéri szobrászat